# Ona się doigra (serial telewizyjny)
Ona się doigra – amerykański (komedio-dramat), wyprodukowany przez Tonik Productions oraz 40 Acres and a Mule Filmworks, który jest adaptacją filmu o tym samym tytule stworzonego przez  Spike Lee.
Wszystkie 10 odcinków pierwszej serii zostało udostępnionych 23 listopada 2017 roku na platformie Netflix. Na początku stycznia 2018, zamówiony został drugi sezon. 
W lipcu 2019 roku platforma Netflix anulowała serial po dwóch sezonach.

## Fabuła
Serial opowiada o Noli Darling, która równocześnie romansuje z trzema różnymi mężczyznami.

## Obsada

### Obsada główna
- DeWanda Wise jako Nola Darling[4]
- Anthony Ramos jako Mars Blackmon[5]
- Cleo Anthony jako Greer Childs[6]
- Lyriq Bent jako Jamie Overstreet[7]

### Obsada drugoplanowa
- Kim Director jako Vicky Street[8]
- Sydney Morton jako Sheryl Overstreet[9]
- Chyna Layne[10]
- Elise Hudson jako Rachel
- Ilfenesh Hadera[10]
- Heather Headley jako dr Jamison

## Odcinki
| Sezon | Odcinki | Oryginalna emisja Netflix | Oryginalna emisja Netflix | Emisja w Polsce Netflix Polska | Emisja w Polsce Netflix Polska | Emisja w Polsce Netflix Polska |
| Sezon | Odcinki | Premiera sezonu           | Finał sezonu              | Premiera sezonu                | Finał sezonu                   |                                |
| ----- | ------- | ------------------------- | ------------------------- | ------------------------------ | ------------------------------ | ------------------------------ |
| 1     | 10      | 23 listopada 2017         | 23 listopada 2017         | 23 listopada 2017              | 23 listopada 2017              |                                |
| 2     | 9       | 24 maja 2019              | 24 maja 2019              | 24 maja 2019                   | 24 maja 2019                   |                                |

## Sezon 1 (2017)
| Nr | #  | Tytuł                                                | Reżyseria | Scenariusz           | Premiera w Netflix | Premiera w Netflix Polska |
| -- | -- | ---------------------------------------------------- | --------- | -------------------- | ------------------ | ------------------------- |
| 1  | 1  | #Da Jumpoff (DOCTRINE)                               | Spike Lee | Spike Lee            | 23 listopada 2017  | 23 listopada 2017         |
| 2  | 2  | #Booty Full (SELF ACCEPTANCE)                        | Spike Lee | Radha Blank          | 23 listopada 2017  | 23 listopada 2017         |
| 3  | 3  | #LBD (LITTLE BLACK DRESS)                            | Spike Lee | Lynn Nottage         | 23 listopada 2017  | 23 listopada 2017         |
| 4  | 4  | #Luv Iz Luv (SEXUALITY IS FLUID)                     | Spike Lee | Eisa Davis           | 23 listopada 2017  | 23 listopada 2017         |
| 5  | 5  | #4 My Negus And My Bishes (ALL WORDS MATTER)         | Spike Lee | Barry Michael Cooper | 23 listopada 2017  | 23 listopada 2017         |
| 6  | 6  | #He Got It All Mixed Up (DYSLEXIA)                   | Spike Lee | Cinqué Lee           | 23 listopada 2017  | 23 listopada 2017         |
| 7  | 7  | #How To Make Love To A Negro Without Getting Tired   | Spike Lee | Joie Lee             | 23 listopada 2017  | 23 listopada 2017         |
| 8  | 8  | #Love Dont Pay Da Rent (IF YOU DON’T KNOW ME BY NOW) | Spike Lee | Barry Michael Cooper | 23 listopada 2017  | 23 listopada 2017         |
| 9  | 9  | #Change Gon Come (GENTRIFICATION)                    | Spike Lee | Radha Blank          | 23 listopada 2017  | 23 listopada 2017         |
| 10 | 10 | #Nolas Choice (3 DA HARD WAY)                        | Spike Lee | Spike Lee            | 23 listopada 2017  | 23 listopada 2017         |

## Sezon 2 (2019)
| Nr | # | Tytuł                                | Reżyseria | Scenariusz           | Premiera w Netflix | Premiera w Netflix Polska |
| -- | - | ------------------------------------ | --------- | -------------------- | ------------------ | ------------------------- |
| 11 | 1 | #I'mFeelingMyFeelings                | Spike Lee | Spike Lee            | 24 maja 2018       | 24 maja 2018              |
| 12 | 2 | #ConeyIslandIsTheEndOfTheLine        | Spike Lee | Cinqué Lee           | 24 maja 2018       | 24 maja 2018              |
| 13 | 3 | #LuvStings                           | Spike Lee | Jocelyn Bioh         | 24 maja 2018       | 24 maja 2018              |
| 14 | 4 | #NationTime                          | Spike Lee | Radha Blank          | 24 maja 2018       | 24 maja 2018              |
| 15 | 5 | #SuperFunkyCaliFragiSexy             | Spike Lee | Barry Michael Cooper | 24 maja 2018       | 24 maja 2018              |
| 16 | 6 | #WhenYourChickensComeHometoRoost     | Spike Lee | Antoinette Nwandu    | 24 maja 2018       | 24 maja 2018              |
| 17 | 7 | #OhJudoKnow?                         | Spike Lee | Lemon Andersen       | 24 maja 2018       | 24 maja 2018              |
| 18 | 8 | #OnTheComeUpTheComeDown&TheComeRound | Spike Lee | Joie Lee             | 24 maja 2018       | 24 maja 2018              |
| 19 | 9 | #IAmYourMirror                       | Spike Lee | Eisa Davis           | 24 maja 2018       | 24 maja 2018              |

## Produkcja
16 września 2016 roku, Netflix zamówiły pierwszy sezon serialu.
W tym samym miesiącu ogłoszono, że Anthony Ramos wcieli się w rolę Marsa Blackmona.
W kolejnym miesiącu poinformowano, że do serialu dołączyli: DeWanda Wise jako Nola Darling, Cleo Anthony jako Greer Childs, Lyriq Bent jako Jamie Overstreet oraz Sydney Morton jako Sheryl Overstreet
.
W listopadzie 2016 roku ogłoszono, że Chyna Layne, Ilfenesh Hadera oraz Kim Director zagrają w komedii.
2 stycznia 2018 roku, platforma Netflix zamówiła drugi sezon serialu.